# فرانسو بيرليند
فرانسو بيرليند (بالفرنسية: François Berléand)‏ وهو ممثل فرنسي ولد في يوم 22 أبريل 1952 في عاصمة فرنسا باريس مثل في فلم ناقل 3 مع جيسون ستاثام والد فرانسو من أصل أرمني وأمه فرنسية.

## الأعمال
- الجوقة
- ناقل 3
- بين الأصدقاء

## روابط خارجية
- فرانسو بيرليند على موقع IMDb (الإنجليزية)
- فرانسو بيرليند على موقع روتن توميتوز (الإنجليزية)
- فرانسو بيرليند على موقع قاعدة بيانات الأفلام العربية
- فرانسو بيرليند على موقع قاعدة بيانات الأفلام العربية
- فرانسو بيرليند على موقع ألو سيني (الفرنسية)
- فرانسو بيرليند على موقع ميوزك برينز (الإنجليزية)
- فرانسو بيرليند على موقع تيرنر كلاسيك موفيز (الإنجليزية)
- فرانسو بيرليند على موقع أول موفي (الإنجليزية)
- فرانسو بيرليند على موقع قاعدة بيانات الأفلام السويدية (السويدية)
- فرانسو بيرليند على موقع ديسكوغز (الإنجليزية)